# Barichneumon libens
Barichneumon libens là một loài tò vò trong họ Ichneumonidae.